# Frithia
Frithia is een geslacht uit de ijskruidfamilie (Aizoaceae). De soorten komen voor in Zuid-Afrika.

## Soorten
- Frithia humilis Burgoyne
- Frithia pulchra N.E.Br.

... · 
Antimima · 
Argyroderma · 
Carpobrotus · 
Disphyma · 
Dorotheanthus · 
Gibbaeum · 
Lapidaria · 
Lithops · 
Mesembryanthemum · 
Sceletium · 
Tetragonia · 
...